# مرلین
مرلین (به انگلیسی: Merlin) مشهورترین جادوگر در اساطیر انگلیسی است. در افسانه‌ها، او هم‌عصر پادشاه آرتور بوده‌است.
عبارت «شمشیر در سنگ» نیز در ارتباط با این موضوع می‌باشد. قبل از اینکه شاه آرتور به عنوان بزرگ‌ترین شاه آن سرزمین شناخته شود، مرلین جادوگر، شمشیری جادویی را درون سنگ قرار می‌دهد که تنها آرتور می‌تواند آن را از سنگ بیرون بکشد و در نهایت این اتفاق می‌افتد و آرتور شاه کملات می‌شود. همچنین در مجموعه کتاب هری پاتر، او به عنوان پیامبر جادوگران شناخته و ستایش می‌شود.

## خلاصه داستان
در دوران قرون وسطی جد بزرگ جادوگران، نیک مرلین جادوگر متولد شد. مادر او - آنا - زنی هنرمند بود که به علت زیبایی تحسین‌برانگیز و اندام زیبایش خواستگارهای زیادی داشت، ولی روحیات لطیف و رویاهایی که در سر می‌پروراند باعث شد به تمام خواستگارهایش جواب رد بدهد و سرانجام در سن ۲۰ سالگی (بین ۲۰ تا ۲۵) با مرد رویاهایش و پدر مرلین آشنا شد. (نام پدر مرلین نیز مرلین بود) در آن زمان ازدواج جادوگر با انسان خلاف مقررات بود چون اعتقاد جادوگران بر این بود که ممکن است کودک عادی و عاری از هرنوع حس جادوگری به دنیا بیاید، در حالی که فقط لازم بود یکی از والدین جادوگر باشد؛ اما متأسفانه جادوگران همچین عقیده‌ای دربارهٔ این نوع ازدواج‌ها نداشتند. آنا و مرلین عاشقانه یکدیگر را دوست داشتند، مرلین مردی با چشمانِ گیرای قهوه‌ای، صورتی کشیده با پوستی به رنگ جو گندمی و اندامی زیبا شایستهٔ زنی چون آنا که دارای کمری باریک، پاهای ظریف، پوستی لطیف و شفاف، دستانی زیبا، چشمانی به رنگ آبیِ آسمانی و لبانی به رنگ قرمز داشت، بود. پس از ازدواجِ این دو مرلین از انجمن جادوگران نیک اخراج شد و بقیهٔ زندگی اش را بدون جادو گذراند بی‌آنکه خودش از این موضوع که هنوز هم قدرت دارد و جادوی نیک در وجودش باقیست اطلاعی داشته باشد. یک سال بعد مرلین به دست گروهی از جادوگران سیاه که دشمن جادوگران نیک بودند به قتل رسید، زیرا او هنوز در شمال و درمحدودهٔ جادوگران نیک زندگی می‌کرد، آنا به اصرار شوهرش فرار کرد، و در کنار پدر و مادرش زندگی کرد.
سر انجام متوجه شد که باردار است و در اثر تب زایمان در گذشت و کودکی یتیم بر روی دست مادر بزرگ و پدر بزرگ بیمار ماند. کودک را مرلین نام نهادند، نامی که به خاطر شباهت بیش از حدش به پدر به ارث برده بود. هیچ‌کس به این فکر نمی‌کرد که این کودک باعث نجات یافتن خود و سایر جادوگران نیک خواهد شد و نام خود و پدرش تا ابد جاویدان ماند. از خصوصیات دیگر مرلین که در داستانها به آن اشاره شده‌است این بود که با یک چوبدستی بلند و قهوه‌ای که بر روی آن یک سنگ آبی وجود داشته راه می‌رفت و همیشه موقع راه رفتن روی زمین را نگاه می‌کرد، اما همۀ اینها در داستانها بوده و در دورهٔ قرون وسطی و دوران جنگهای صلیبی مسلمان‌ها از علم جادوی مسیحی‌ها بسیار نفرت داشتند و در صدد این بودند که نگذارند تا پای جادوگران به جنگ باز بشود و اکثر مسیحی‌ها هم به جادو اعتقاد نداشتند، برای همین جادوگران را سرکوب می‌کردند و به آن‌ها اجازهٔ حضور در جنگ‌ها و سایر عرصه‌ها را نمی‌دادند.
جادوگران هم که زیاد کاری به کار کسی نداشتند. اما نمی‌شود این افسانه‌ها از واقعیت به دور باشند چون در دورهٔ قرون وسطی به حکومت پندراگون‌ها اشاره می‌شده‌است (ولی به زمان دقیقش که کی و دقیقاً کجا بوده اشاره نشده) و در آن دوره طبق افسانه‌ها به‌طور غیر مستقیم از جادوگران در جهت حفظ آرامش استفاده می‌کردند پس ممکن است که یکی از آن جادوگران مرلین بوده باشد.
اما مرلین بیش از هر چیز به ناجی جادوگران معروف بوده‌است و عده‌ای باور دارند که به خاطر اینکه مرلین نسل خودش را حفظ کند از عمر جاودانه بر خوردار است تا در هر زمان که بتواند به هم نسلانش کمک کند و عده‌ای هم معتقدند که می‌شود با این جادوگر در ارتباط بود. به هر حال اینها از باورهای مردم بریتانیا است اما تا الان هیچ‌کس مطمئن نیست که آیا این جادوگر واقعاً زنده است یا خیر. در افسانه‌ها آمده که او بعد از این که به سن قانونی رسید به مدرسهٔ جادوگری رفت و در آنجا تحصیل کرد وی به علت هوش بالا خیلی زود موفق به کسب مقام در آنجا شد و به درجهٔ استادی رسید او سه شاگرد را آموزش داد و هر یک از آن‌ها بنیان‌گذاران جنگ جادوگری شدند. او در میانسالی به خدمت اوتر پندراگون درآمد و به او خدمت کرد وی برای کمک به او شمشیری از نفس اژدها ساخت و بعد آن را در دریاچه انداخت (به بانوی دریاچه تقدیم کرد).
وی بعد از حملهٔ ساکسن‌ها و کشته شدن اوتر فرزندش آرتور را نجات داد و از بانوی دریاچه شمشیر را پس گرفت و آن را در سنگ فرو کرد. او آرتور را تعلیم داد و راه و رسم شوالیه گری و کسب دانش و معارفی همچون ریاضی و شیمی را آموزش داد و بعد از به قدرت رسیدن آرتور وزیرش شد و در بسیاری از مشکلات به او کمک کرد و باعث شد آرتور یکی از بهترین پادشاهان آن زمان شود، اما او در زمان جنگ بین موردرد با آرتور برای کاری نامعلوم به جایی رفته بود و بعد از مرگ آرتور به خاطر عذاب وجدان شمشیر را به بانوی دریاچه پس داد و از او خواست تا آرتور را به اولون (سرزمین پریان) ببرد تا او تا ابد زندگی جاودانه داشته باشد و بعد از آن اتفاق از تاریخ محو شد و کسی نمی‌داند او کجاست.
در فیلم و رسانه
همچنین شخصیتی منتسب به مرلین در فیلم سینمایی تبدیل شوندگان آخرین شوالیه وجود داشته که سوار بر اژدهای سه سر می‌شود و در جنگ به یاری ارتش شاه آرتور می‌رود.